# Spielgemeinschaft Volleyball Gellersen Lüneburg 2015-2016
Questa voce raccoglie le informazioni riguardanti lo Spielgemeinschaft Volleyball Gellersen Lüneburg nelle competizioni ufficiali della stagione 2015-2016.

## Organigramma societario
Area direttiva
- Presidente: Andreas Bahlburg

Area tecnica
- Allenatore: Stefan Hübner
- Allenatore in seconda: Bernd Schlesinger, Sebastian Wagener
- Assistente allenatore: Malte Stolley

Area sanitaria
- Medico: Thomas Buller, Rolf Bünte, Andreas Luedtke
- Fisioterapista: Simon Elfe, Malte Stolley, Ulf Nitschke, Nina Weber

## Rosa
| N° | Nome                | Ruolo | Data di nascita   | Nazionalità sportiva |
| -- | ------------------- | ----- | ----------------- | -------------------- |
| 1  | Erik Mattson        | L     | 18 dicembre 1990  | Canada               |
| 2  | Immo Brüggemann     | L     | 17 gennaio 1991   | Germania             |
| 3  | Scott Kevorken      | C     | 16 febbraio 1991  | Stati Uniti          |
| 5  | René Bahlburg       | S     | 9 giugno 1988     | Germania             |
| 6  | Adam Kocian         | P     | 1º aprile 1995    | Germania             |
| 7  | Jannik Pörner       | S/O   | 13 luglio 1994    | Germania             |
| 9  | Falko Steinke       | S/O   | 26 marzo 1985     | Germania             |
| 10 | Steven Marshall     | S     | 23 novembre 1989  | Canada               |
| 11 | Nicolas Marks       | S     | 23 settembre 1994 | Germania             |
| 13 | Oskar Klingner      | C     | 15 marzo 1991     | Germania             |
| 14 | Michel Schlien      | C     | 5 marzo 1992      | Germania             |
| 15 | Nicholas del Bianco | S     | 6 febbraio 1992   | Canada               |
| 16 | Carlos Mora         | P     | 19 marzo 1990     | Spagna               |
| 18 | Patrick Kruse       | C     | 6 settembre 1998  | Germania             |